# 長谷川毅
長谷川 毅（はせがわ つよし、1941年2月23日 - ）は、アメリカ在住の歴史学者。アメリカ国籍。専門はロシア史、日露関係。

## 略歴
東京都生まれ。東京都立武蔵丘高等学校、東京大学教養学部卒業後、ワシントン大学で博士号取得。1976年、アメリカ市民権取得。北海道大学スラブ研究センター（現・北海道大学スラブ・ユーラシア研究センター）教授を経て、現在はカリフォルニア大学サンタバーバラ校歴史学部教授を務める。

## 受賞
- 大平正芳記念賞 - 著書The Northern Territories Dispute and Russo-Japanese Relations
- Robert Ferrell Award (the Society for Historians of American Foreign Relations) - 著書Racing the Enemy
- 読売・吉野作造賞、司馬遼太郎賞 - 著書『暗闘  スターリン、トルーマンと日本降伏』

## 評価
アメリカにおいて、日ソ関係について研究を行っている。長谷川が英文で書かれたものと日本読者向けに和文で出版されたものについては、内容が微妙に異なる箇所が散見される。太平洋戦争末期の日米ソ関係を扱った長谷川の著書Racing the Enemy（日本語版は『暗闘』）において、日本の降伏決定にはアメリカの原爆投下よりソ連の対日参戦がより強く作用したという主張を行い、学界では麻田貞雄が反論を行い、賛否を呼んだ。

## 著書

### 単著
- The February Revolution, Petrograd, 1917, (University of Washington Press, 1981).
- Japanese Perceptions of the Soviet Union, 1960-1985, (Slavic Research Center, Hokkaido University, 1986).
- 『ロシア革命下ペトログラードの市民生活』（中公新書、1989年）
- The Northern Territories Dispute and Russo-Japanese Relations, vol. 1: Between War and Peace, 1697-1985, (University of California, International and Area Studies, 1998).
- The Northern Territories Dispute and Russo-Japanese Relations, vol. 2: Neither War nor Peace, 1985-1998, (University of California, International and Area Studies, 1998).
- 『北方領土問題と日露関係』（筑摩書房、2000年）
- Racing the Enemy: Stalin, Truman, and the Surrender of Japan, (Harvard University Press, 2005).
  - 『暗闘――スターリン、トルーマンと日本降伏』（中央公論新社、2006年／中公文庫 上下、2011年／新版・みすず書房、2023年）

### 編著
- The End of the Pacific War: Reappraisals, (Stanford University Press, 2007).
- The Cold War in East Asia: 1945-1991, Stanford University Press, 2011.

### 共編著
- Perestroika, Soviet Domestic and Foreign Policies, co-edited with Alex Pravda, (Royal Institute of International Affairs, 1990).
- Russia and Japan: An Unresolved Dilemma between Distant Neighbors, co-edited with Jonathan Haslam and Andrew Kuchins, (International and Area Studies, University of California at Berkeley, 1993).